# Евфимий (Вендт)
Архимандрит Евфимий (фр. L’archimandrite Euthyme; в миру Григорий Александрович Вендт; 19 апреля 1894, Сергиев Посад, Московская губерния — 18 апреля 1973, Казанский скит) — священнослужитель Константинопольской православной церкви, архимандрит, богослов, строитель и духовник Казанского скита в Муазне во Франции.

### Биография
Родился 19 апреля 1894 года в Сергиевом Посаде Дмитровского уезда Московской губернии, в семье личного дворянина. Мать о. Евфимия Анастасия Григорьевна Журенкова происходила из семьи иконописца. Её отец, Григорий Андреевич Журенков, погиб при росписи Успенского собора в Сергиевом посаде (упал с лесов). В семье было 10 детей (двое из них умерли во младенчестве), первенец получил имя Григорий в честь деда. По-видимому, в детстве Григорий был застенчив и робок, чуждался шумных собраний, не любил присутствий, предпочитая им лесную тишину и созерцательное настроение. В школьные годы он проявлял особенный интерес к математике и точным наукам и по окончании гимназии был награжден золотой медалью.
В 1913 году Григорий поступил в Петербургский политехнический институт на кораблестроительное отделение.
По обстоятельствам военного времени он в 1915 году ускоренно окончил курс Николаевского инженерного училища и был произведен в прапорщики с зачислением в инженерные войска.
После революции воевал в Крыму в рядах Белой армии, в 1920 году оказался в Турции (Галлиполи), затем в Болгарии, где встретился в госпитале с братьями Александром и Николаем (все болели тифом). Потом старшие братья работали в угольных шахтах, а младший Николай учился.
В 1923 году Григорий Вендт перебрался в Чехословакию, где были открыты университеты для русских эмигрантов. В 1924 году поступил в Технический институт в городе Брно, учился и подрабатывал на разных работах. В 1932 году он получил диплом инженера-конструктора.

### Принятие сана
Вероятно, уже в Чехословакии Григорий Вендт с особенной остротой ощутил, что мир тяготит его, поэтому в 1932 году он принял решение перебраться в Париж на учебу в Свято-Сергиевский православный богословский институт. В Париже он встретил великолепную плеяду русских мыслителей, таких как Н. Бердяев, Г. Федотов, С. Франк, В. Вейдле, обрел своего духовного учителя в лице Сергия Булгакова и познакомился с митрополитом Евлогием (Георгиевским), который впоследствии благословил его на иноческий подвиг. В 1935 году Григорий Вендт принял монашеский постриг под именем Евфимия, в честь преподобного Евфимия Суздальского. Все, кто знал близко отца Евфимия, отмечали, что он обладал редким даром духовного руководства, исповедничества. Отец Евфимий окормлял приходы в Озуар-ла-Феррьер и Розе-ан-Бри (под Парижем), был первым духовником Покровской женской обители в Бюсси-ан-От, но основным делом своей жизни считал скит Казанской иконы Божьей Матери, где он построил церковь по собственным чертежам и священствовал более тридцати лет.
Монахиня Нина (Овтрахт) рассказывает: «Служить о. Евфимий был назначен в приходской храм в Озуар-ля-Феррьер под Парижем. Храм был маленьким, деревянным, с чердаком. О. Евфимий жил на этом чердаке и совершал свои первые монашеские подвиги. В это время в Париже на улице Лурмель зарождалось „Православное дело“ матери Марии. Вокруг неё и отца Киприана (Керна) собралось несколько монахинь. Некоторые из них стремились к более созерцательной жизни, вне городского шума и суеты. Наконец в 1938 г. был найден дом с участком земли, окруженный со всех сторон полями, — в двух километрах от деревушки Муазне, что в 70 километрах от Парижа. Митрополит Евлогий благословил основать там скит и назначил настоятелем отца Евфимия. Храм устроили в подвальном помещении дома, освятив его в честь Казанской иконы Божьей Матери».
В Казанском скиту поселились четыре монахини — мать Евдокия (впоследствии первая игуменья Покровского монастыря в Бюсcи-ан-От), мать Феодосия (ставшая игуменьей после кончины матери Евдокии), мать Дорофея и мать Бландина (более подробную информацию о них можно получить ЗДЕСЬ). Вскоре к ним присоединились инокини Глафира (Кириади) и Таисия (Карцева), автор жизнеописаний русских святых. На первых порах матушки, вкупе с монашеским послушанием, обрабатывали огород, ухаживали за скотиной и домашней птицей — это позволяло выжить при скудных средствах к существованию. Мать Евдокия, помимо того, продолжала преподавание в богословском институте на Сергиевском подворье.
С самого начала существования скита монахини задумывали создать приют, в котором русские люди, оказавшиеся в трудных обстоятельствах, могли бы найти кров и поддержку. Во время Второй мировой войны скит служил убежищем для раненых. Монахини героически, зачастую рискуя собственной жизнью, переправляли в свободную зону участников Сопротивления. В послевоенное время пансионат продолжил своё существование: сюда приезжали на временное поселение и лица духовного звания, и военные, и деятели культуры — достаточно упомянуть, что четверть из похороненных на местном кладбище насельников монастыря удостоились статей в биографическом словаре русской эмиграции.
Личность отца Евфимия как духовного наставника сложилась именно здесь, в Казанском скиту, куда его направил митрополит Евлогий, задумавший создать во Франции «крепкий узел женского монашества». Поначалу пастырское попечение о. Евфимия было сосредоточено исключительно на монахинях, насельницах скита. Со временем круг окормляемых расширился: к нему на исповедь за 70 верст по бездорожью слетались архимандрит Киприан (Керн), епископ Кассиан (Безобразов), священники Игорь Верник, Николай Озолин, другие профессора богословского института.

### Церковь в Казанском скиту
В 1955 году отец Евфимий начал строить на территории монастыря церковь (первоначально под богослужения был приспособлен подвал дома). Церковь строилась в течение семи лет, работа шла медленно из-за трудных материальных обстоятельств, но также и по причине слабого здоровья отца Евфимия: он часто болел, постоянно превозмогал различные хвори и недуги. Но очевидно, что подвиг храмостроительства мог быть по силам лишь человеку, обладавшему исключительной нравственной цельностью. Вместе с монахинями и немногочисленными помощниками из русских эмигрантов архимандрит Евфимий собирал на окрестных полях камни для постройки, сам замешивал цемент, сам возводил стены. Он же был и автором проекта строительства.
Архитектурная концепция храма во многом уникальна. Каждая деталь имеет здесь богословское обоснование. Принципиально отсутствуют прямые углы. В плане церковь опирается на неправильную трапецию и внешне напоминает дарохранительницу или корабль, одним словом, ковчег. В двускатной крыше прорезаны четыре «свободно парящих» треугольных окна, два из которых, прямо над Царскими вратами, рассчитаны таким образом, что на литургии лучи солнечного света, проникающего в эти окна, сходятся на возносимой священником чаше.
Казанский храм, как утверждает А. В. Марков,  «должен был выразить российскую метаисторию, создав духовное будущее для всей русской и православной культуры. Амбициозность проекта архимандрита Евфимия, равно в его литературной и архитектурной ипостаси, сопоставима в отечественной культуре разве что с "Розой Мира" Д. Л. Андреева, при этом крайняя формализованность его системы препятствует интерпретации его наследия как части русского интеллектуального развития, а простодушное отнесение его к русскому космизму или к синтезу искусств будет натяжкой».
Церковь украшена фресками монаха Григория (Круга). Иконостас выполнен сестрой Иоанной Рейтлингер. С описанием фресок и иконостаса можно ознакомиться здесь.
В 2010 году попечением Натальи Зелениной в храме был установлен новый купол. Она же ведет блог Казанской церкви.

### Богословское наследие
В последние годы жизни архимандрит Евфимий писал трактат «Начертание и наречение решений Отрешенного. Графика и грамматика Догмата», в котором имеются параллели с софиологическими воззрениями о. Сергия Булгакова, с «Философией Имени» А. Ф. Лосева, с «Критикой чистого разума» Канта, но также — подспудно — с визуальной поэзией и целым спектром новейших формальных изысканий в русской словесности. Из этого 560-страничного труда были опубликованы лишь два небольших отрывка — «Только свидетельство», посвящённый светлой памяти иконописца Григория Круга («Вестник РСХД» № 93 за 1969 год), и «Relatio religiae» («Вестник РСХД» № 101—102 за 1971 год, юбилейный выпуск к столетию со дня рождения о. Сергия Булгакова). Внимательным читателем и, судя по переписке, критиком трактата был игумен Геннадий (Эйкалович). В 2010-е годы изучением творческого наследия архимандрита Евфимия занимались богослов Игорь Ситников, иконописец Ольга Платонова и писатель Михаил Богатырев, посвятивший отцу Евфимию ряд книг и множество статей, в которых, в частности, анализируется софиологическая теория архимандрита.

### Местное почитание
«В числе духовных чад <отца Евфимия>, – писал в 1973 году игумен Геннадий (Эйкалович), – были люди разнообразные в смысле характера, положения и образования. Все они, говоря о духовном отце, отмечали святость, ему присущую».
Почитание архимандрита Евфимия в качестве местночтимого святого (празднуется 18-го и 19 апреля, в дни его кончины и рождения) стало складываться в 2022 году. Икона преподобного была написана по благословению митрополита галльского Димитриоса старостой Казанской церкви Ольгой Платоновой (Ателье "Анагогия").
Тропарь святому :
Сосуде благоуханный Премудрости неизреченныя, // яко низхождение и возшествие Сил Безплотных по Лествице Ияковлевой узреть сподобился еси // и на камени церковнем скрижали столпныя запечатлел еси, // тако и ны оградити изволи, преподобный отче Евфимие, // от устен неправедных и от языка льстива, // от изощренных стрел молвы и клеветы, // моли ко Господу, да ущедрит ны и укрепит во скорбех, // благодатию Своею даруя мир душам нашим.
Святый отче Евфимие, моли Бога о нас!
Кондак : (вариант, глас 8, как «Православия наставниче...»)
Сосуде благоуханный Премудрости неизреченныя, //Безплотныхъ на Лѣствицѣ Іяковлевой зрѣнія сподобивыйся, // моли ко Господу, отчѣ Евѳиміе, // да ущедритъ ны и укрѣпитъ во скорбехъ // и да избавитъ отъ устенъ неправедныхъ и язы‌ка льстива, // даруя миръ душамъ нашимъ.
Toi, le calice flagrant de la Sagesse divine, // Etant degnié de contempler les Incorporelles sur l'Echelle de Jacob, // Intercède pour nous a Seigneur, // ô Euthyme reverend, // qu'Il ait misericorde, nous fortifiant en affliction, // nous delivrant des lèvre fallacieuses et de la langue trompeuse, // donnant la quiétude à nos âmes.
Saint père Euthyme, prie Dieu pour nous !

## Публикации
- Только свидетельство. Памяти отца Григория Круга // Вестник РСХД. 1969. — № 93. — С. 55-59: в переводе на фр. инока Варсонофия см. здесь
- Relatio religiae // Вестник Русского студенческого христианского движения. — Париж, Нью-Йорк, 1971. — № 101—102. — С. 36-44.